# Algrøyna
Algrøyna o Algrøy es una isla del municipio de Fjell en la provincia de Hordaland, Noruega. Se ubica al oeste de Sotra y al norte de Lokøyna. Se conecta con una serie de puentes con Sotra, los cuales llevan hacia el continente. El punto más alto es el monte Hillefjellet. La mayor parte de los habitantes de la isla viven en la costa norte en el pueblo homónimo.